# (16835) 1997 WT34
A (16835) 1997 WT34 a Naprendszer kisbolygóövében található aszteroida. A LINEAR projekt keretében fedezték fel 1997. november 29-én.